# アルラタン博物館
アルラタン博物館（ムセオン・アルラーテン）(Musée Arlaten, Museon Arlaten) は、南フランスの都市アルルの郷土史博物館。ノーベル文学賞受賞詩人フレデリック・ミストラルが設立した。「ムセオン・アルラーテン」は、「アルル博物館」を意味するプロヴァンス語である。
設立は1896年のことだが、現在の建物は1906年に買い上げられたものである。この邸宅の購入にはミストラルがノーベル賞を受賞（1904年）した際の賞金が充てられた。この建物は、元々は16世紀に建てられた私邸（ラヴァル＝カステラーヌ邸）であったが、ミストラルは3年間を費やして、博物館としての改装を行った。
博物館には、ミストラルが収集したアルルの風俗、文化にまつわる品々が展示されており、昔の住居を再現した部屋もある。また、古い民具や美術品のほかにも、フェリブリージュ運動やプロヴァンス文化に関する様々な資料も収められている。
中庭には2世紀の小集会所 (exedre romain) の遺構（石畳と腰掛）が現存している。これは、「アルルのローマ遺跡とロマネスク様式建造物群」のひとつとして、ユネスコの世界遺産に登録されている。